# Čtyři lvi
Čtyři lvi (v anglickém originále Four Lions) je britská filmová černá komedie z roku 2010 režiséra Chrise Morrise. Film satirizuje džihád, sleduje skupinu džihádistických islamistických teroristů pocházejících z Sheffieldu.

## Děj
Skupina mladých muslimů z Sheffieldu se radikalizovala a chce se stát sebevražednými atentátníky. Jde o Omara, vůdce skupiny, který silně kritizuje západní společnost, hloupého Waje, Barryho, bělocha, který konvertoval k islámu, a naivního Faisala, jenž se snaží vycvičit vrány tak, aby mohly být použity jako atentátníci. Zatímco Omar a Waj odjedou do teroristického výcvikového tábora v Pákistánu, Barry rekrutuje pátého člena Hassana. Ten si je ale svým novým posláním nejistý. Ačkoli návštěva výcvikového tábora skončí nehodou, při které Omar omylem vystřelí raketu a zabije několik dalších džihádistů, když zničí jejich tábor, své nové zkušenosti využije k posílení své autority v Británii.
Skupina si začne pořizovat materiál k výrobě improvizovaných výbušnin, ale hádá se o tom, co bude jejich cílem. Barry navrhuje, aby zaútočili na mešitu, což má radikalizovat umírněné muslimy, ale Omar si myslí, že je to špatný nápad. Poté, co Hassan ohrozí jejich utajení, když do jejich úkrytu přivede sousedku, musí tým přesunout svůj materiál jinam. Faisal se omylem odpálí, když zakopne na poli, což vyústí v hádku mezi zbylými čtyřmi muži. Na čas se rozdělí. Nakonec se ale dají znovu dohromady a Omar rozhodne, že zaútočí na Londýnský maraton.
Aby zamaskovali výbušniny, oblečou se do různých kostýmů - Omar za medovou cereálii, Waj za muže jedoucího na pštrosu, Barry za želvího ninje a Hassan za klauna obráceného vzhůru nohama. Připraví se na odpálení se. Waj začne mít pochyby o jejich úmyslu, ale Omar ho přesvědčí, aby pokračoval. Hassan ztratí nervy a pokusí se vzdát policii, ale Barry odpálí jeho bombu pomocí mobilního telefonu, čímž ho zabije. Úřady se pak zaměří na zbylé tři útočníky. Muži se rozdělí. Po hádce s Barrym si Omar uvědomí, že svého přítele Waje přinutil k něčemu, co ve skutečnosti nechce udělat a rozhodne se ho zastavit. Omar se telefonem Wajovi dovolá, ale vyruší ho Barry a sní jeho SIM kartu. Barry se jí ale začne dusit. Náhodný kolemjdoucí se ho snaží zachránit Heimlichovým manévrem, čímž odpálí Barryho bombu.
Waj je obklíčen policií a rozhodne si vzít jako rukojmí obchod s kebaby. Omar si půjčí telefon a snaží se znovu přesvědčit Waje, aby se vzdal. Jejich hovor je ale přerušen policií, která zastřelí místo Waje jeho rukojmího, protože ho považuje za útočníka. Waj potom odpálí svou bombu. Rozrušený Omar pak vejde do blízké lékárny a odpálí tam poslední bombu. Později vyjde najevo, že byl zatčen Omarův bratr a je držen v zajetí policií, protože je považován za teroristu, přestože je nevinný a mírumilovný. Policie se zbavila odpovědnosti za zastřelení nevinného během maratonu. Vyjde také najevo, že Omar a Waj při svém pobytu v Pákistánu omylem zabili samotného Usámu bin Ládina.

## Obsazení
| Riz Ahmed        | Omar           |
| Arsher Ali       | Hassan         |
| Nigel Lindsay    | Barry          |
| Kayvan Novak     | Waj            |
| Adeel Akhtar     | Faisal         |
| Craig Parkinson  | Matt           |
| Preeya Kalidas   | Sofia          |
| Mohammad Aqil    | Mahmood        |
| Karl Seth        | strýc Imran    |
| William El Gardi | Khalid         |
| Alex MacQueen    | Malcolm Storge |
| Wasim Zakir      | Ahmed          |

## Výroba
Chris Morris strávil přípravou projektu tři roky. Mluvil s experty na terorismus, policií, tajnými službami, imámy i s obyčejnými muslimy. Scénář napsal v roce 2007. Projekt byl původně kvůli přílišné kontroverznosti odmítnut BBC i Channel 4. Morris pak v hromadném e-mailu nazvaném "Funding Mentalism" vyzval fanoušky k příspěvku mezi 25 a 100 librami na výrobu filmu a na oplátku se budou moci objevit v komparzu. Financování bylo zajištěno v říjnu 2008 společnostmi Film 4 Productions a Warp Films. Natáčení začalo v Sheffieldu v květnu 2009.
Morris film popsal jako frašku, která odhaluje stránku terorismu ve stylu Dad's Army. Během natáčení režisér poslal scénář filmu bývalému vězni z Guantanáma Moazzamu Beggovi. Begg řekl, že ve scénáři nenašel nic, co by mohlo urazit britské muslimy. Když byl film hotový, Begg ho zhlédl a řekl, že se mu líbil.

## Ohlas
Čtyři lvi sklidili převážně pozitivní reakce kritiky. Server Rotten Tomatoes dává filmu na základě 122 hodnocení kritiků skóre 80%. Server Metacritic hodnotí film 68 body ze 100 na základě 28 recenzí. Uživatelé ČSFD snímek hodnotí průměrně 74%.